# Avortement aux États-Unis
L'avortement aux États-Unis fait l'objet de nombreux débats de part et d'autre du champ politique. 
Un arrêt dit Roe v. Wade de la Cour suprême, en 1973, a dépénalisé l'avortement et fait que la justice américaine fédérale a considéré que le droit d'une femme à l'avortement relève du droit à la vie privée protégé par le IVe amendement de la constitution, autorisant donc l'avortement au niveau fédéral, au titre du respect de la constitution. 
50 ans plus tard, en 2022, cet arrêt est abrogé (arrêt Dobbs v. JWHO), par la cour suprême (où six des neuf juges sont des conservateurs nommés par des présidents républicains, dont deux récemment nommés par Donald Trump), qui fait alors porter le choix du droit à l'avortement ou de son interdiction (plus ou moins complète) sur la législation de chacun des États. Une vingtaine d'entre eux a prévu ou prévoit de l'interdire, avec souvent une forte pénalisation et l'absence d'exception y compris en cas de viol, inceste ou raison de santé. 
Les statistiques et études médicales montrent que dans les deux ans qui ont suivi la décision de la cour suprême, la large restriction du droit à l'IVG imposée aux femmes et aux couples par quatorze États au motif de protéger la vie, a dans les faits provoqué une hausse de la mortalité infantile et des malformations congénitales, avec potentiellement « d'importantes conséquences imprévues en termes de traumatisme pour les familles et de coûts médicaux en raison de l'augmentation de la mortalité infantile ».

## Droit fédéral
De 1973 à 2022, l'avortement est autorisé dans tous les États, à la suite des arrêts de la Cour suprême Roe v. Wade (1973) et Planned Parenthood v. Casey (1992). Selon Roe v. Wade jusqu'à la fin du premier trimestre, la décision de l'avortement est laissée au jugement de la femme enceinte ; au cours du second trimestre, l'État, ayant comme objectif la santé de la femme enceinte peut, éventuellement, réguler cet avortement de façon raisonnable relativement à la santé « maternelle ». Selon Planned Parenthood v. Casey (1992) les États ne peuvent pas instituer un « fardeau excessif » (undue burden) avant la viabilité fœtale. Toutefois la Cour suprême a reconnu aux États les droits d'apporter des restrictions raisonnables aux modalités d'avortement. 487 lois ont été adoptées pour réduire sa portée ; ainsi des notifications parentales dans 33 États. Entre 1992 et 2002, mille établissements pratiquant l'avortement ont disparu et 80 % de ceux restants font l'objet de manifestations de la part d'opposants « pro-vie ». En 2016, la Cour suprême des États-Unis a réaffirmé le droit constitutionnel des femmes à se faire avorter en l'arrêt Whole Woman's Health v. Hellerstedt,.

Barack Obama abroge en janvier 2009 la disposition instaurée par George W. Bush interdisant d'attribuer des fonds publics aux ONG qui pratiquent des avortements ou prodiguent des conseils dans ce domaine dans les pays en développement.
Le 24 juin 2022, la Cour suprême abroge l'arrêt Roe v. Wade et supprime le droit fédéral à l'avortement, ouvrant aux états la possibilité d'interdire l'IVG,,.

### Financement fédéral
L'usage du budget fédéral des États-Unis pour une aide financière en cas d'avortement fut vivement discuté au Congrès des États-Unis conduisant sous la présidence Carter à trois arrêts des activités gouvernementales aux États-Unis 1977 et un 1979 à la suite de désaccords entre les deux chambres. Un accord est trouvé accordant le financement pour les cas d'avortement résultant d'un viol, d'un inceste ou dans le cas où la vie de la mère est en danger.

## Situation dans les États fédérés

Carte des législations actées dans les États fédérés en matière d'avortement selon le temps depuis le début des dernières règles :
illégal
légal mais non disponible
légal jusqu'à détection d'une activité cardiaque de l'embryon (soit 6 semaines environ)
légal jusqu'à 15 semaines
légal jusqu'à 18 semaines
légal jusqu'à 20 semaines
légal jusqu'à 22 semaines
légal jusqu'à la viabilité fœtale (≈ 23 semaines)
légal jusqu'à 24 semaines
légal jusqu'à 2 trimestres
Légal jusqu'au jour de la naissance
Les dates sont calculées à partir du premier jour des dernières règles, soit deux semaines avant la conception.

Dans des États comme le Mississippi, le Nebraska, le Missouri, plus de 95 % des comtés ne compteraient plus aucune clinique pratiquant l'IVG. Si Roe v. Wade devait être déjugé et les États libres d'autoriser ou non l'avortement, 21 pourraient de nouveau la bannir. Certains disent que les restrictions y sont parfois déjà si élevées que la situation n'en serait guère changée dans la pratique. 
La proposition d'interdire l'avortement dans le Dakota du Sud a été rejetée par les citoyens lors du référendum du 7 novembre 2006 et celui du 4 novembre 2008.
Depuis 2017, au Texas, les avortements sont exclus des assurances maladie.
En mars 2018, un projet de loi (l'"House Bill 565"), visant à élargir la notion de "personne" à "tout humain à naître", est déposé à la chambre des représentants de l'Ohio, celui-ci rendrait l'avortement équivalent de facto à un homicide, et les personnes le pratiquant deviendraient donc passibles de la peine de mort. 
En mai 2019, le Sénat de l'Alabama vote la loi anti-avortement la plus répressive du pays. Elle fait encourir jusqu'à 99 ans de prison à un médecin pratiquant l'IVG. Aucune exception n'est possible en cas de viol ou d'inceste.
Depuis que l'Alabama a présenté la première législation anti-avortement moderne en avril 2019, cinq autres États ont également adopté des lois sur l'avortement, notamment le Mississippi, le Kentucky, l'Ohio, la Géorgie et, plus récemment, la Louisiane le 30 mai 2019, .
L'objectif des promoteurs du texte est d'aller à la Cour suprême, pour pouvoir contester l'arrêt Roe v. Wade.
En 2021, l'Arkansas vote l'interdiction de l'avortement, même en cas de viol ou d'inceste. En 2021 et 2022, les États du Texas puis de l'Idaho adoptent des lois restreignant l'IVG à six semaines maximum de grossesse (l'Idaho restant moins restrictif en cas de viol ou d'inceste) ; toutefois, ces lois ne respectent pas l'arrêt Roe v. Wade de la Cour suprême des États-Unis, qui autorise dans ce pays l'IVG jusqu'à environ 23 semaines.
En mai 2022, la Cour suprême qui, sous la présidence de Donald Trump, est devenue majoritairement conservatrice avec 6 membres sur 9, laisse fuiter un document de travail selon lequel elle s'apprête à annuler l'arrêt Roe v. Wade. Pourtant, les trois juges nommés par Donald Trump avaient sous serment, lors de leur confirmation devant le Sénat, affirmé qu'ils ne reviendraient pas sur ce droit.[réf. nécessaire] Aussitôt, l'Oklahoma vote une loi durcissant les conditions d'accès à l'avortement. Au total, 26 États américains s'apprêteraient à limiter très durement ou à interdire l'avortement dès l'abrogation de l'arrêté par la Cour suprême, ce qui aurait des conséquences sociales sur les femmes, notamment les plus démunies, les plus exposées, les afro-américaines en premier lieu, qui ne pourraient voyager dans d'autres États pour tenter de trouver une clinique. Les discussions sur le texte sont prévues jusqu'à fin juin 2022. Le 25 mai 2022, l'Oklahoma promulgue une loi interdisant totalement l'avortement dès la fécondation, y compris en cas de viol ou d'inceste,. Le gouverneur de cet État, Kevin Stitt ayant promis de signer tous les textes anti-avortement qui lui seraient présentés, et les ayant signés, certains des cinq excluent les cas d'inceste et de viol du périmètre de leur application, comme ce dernier texte, tandis qu'un autre, interdisant l'avortement après 6 semaines de grossesse, ne prévoit aucune dérogation pas plus que celui prévoyant 1 an de prison ou 100 000 $ d'amende à toute personne ou organisation ayant aidé une femme à avorter. Il s'agit de lois pour certaines inapplicables au moment de leur vote, mais prévoyant de l'être dès lors que l'arrêt Roe contre Wade aurait été invalidé, ce qui s'est produit le 24 juin 2022.
Dans la plupart des 25 États ayant prévu de passer des lois anti-avortement après l'invalidation de l'arrêt Roe contre Wade, il n'est pas prévu d'exception pour les grossesses résultant d'un viol, d'un inceste (Alabama, Arkansas, Floride, Kentucky, Louisiane, Missouri, Oklahoma, Ohio, Dakota du Sud, Tennessee, Texas et au Mississippi) ou pour raison de santé (Idaho, Dakota du Sud et en Arkansas), alors que c'était pourtant le cas dans des textes de loi précédant cet arrêt. Dans certains cas, comme en Floride qui a prévu un texte interdisant l'avortement après 15 semaines de grossesse, l'exception ne concerne que les cas où la vie de la femme est en danger ou en cas « de risque grave d'atteinte physique substantielle et irréversible », ce qui du point de vue des médecins peut entrainer une violation de leurs serments professionnels envers leurs patients.
Même si les lois « à déclenchement »— c'est-à-dire prévues pour être effective sitôt l'arrêt Roe contre Wade invalidé, ou sous un bref délai — ne sont pas formellement en vigueur dans tous les États qui les ont prévues, le Texas a par exemple prévenu que les procureurs pourraient dès l'invalidation de l'arrêt appliquer les lois préexistantes, ce qui a conduit l'ensemble des grandes cliniques, centres d'avortement et organisme finançant l'accès aux soins à cesser d'en proposer ou de le rembourser.
Dans le Wisconsin, l’incertitude juridique a poussé les cliniciens a complètement cesser de proposer l’avortement en août jusqu’au 12 septembre 2023, date à laquelle une décision a confirmé que l’avortement était autorisé jusqu'à 22 semaines, ce qui a permis aux cliniques de le pratiquer à nouveau.

## Conséquences sanitaires
En juin 2024, soit deux ans après la décision de la Cour suprême des États-Unis de confier à chaque État le choix d'autoriser, ou non, l'avortement sur son territoire, deux études, conduites à l'université Johns Hopkins de Baltimore et à l'université d'État du Michigan, publiées dans le Journal of the American Medical Association (JAMA), ont évalué les effets de cette décision sur la santé. 
Une première étude a porté sur le Texas, qui a édicté dès 2021 une législation interdisant presque tout avortement dès la détection d'une activité cardiaque de l'embryon, soit après six semaines de grossesse. Cette étude a mis en évidence ou confirmé :
- une hausse des malformations à la naissance, déjà annoncée par d'autres études, et ici confirmée (+ 22,9 % de cas enregistrés de 2021 à 2022, alors que ces malformations ont diminué en moyenne de -3,1 % dans le reste du pays) ;
- une augmentation des enfants mort-nés ;
- une mortalité accrue des nourrissons (+ 13 % au Texas, contre + 2 % en moyenne dans le pays) ;

alors que par ailleurs, une baisse de la contraception est aussi enregistrée dans l'État ;
- une hausse des blessures involontaires au nourrisson, suffocations accidentelles dans le berceau, le plus souvent (+ 20,7 %) ;
- une hausse des complications de la grossesse (+ 18,2 %).

« Faire des exceptions aux interdictions d'avortement dans certains cas est insuffisant parce que la grossesse est intrinsèquement dangereuse et que la loi est incapable d'analyser toutes les façons dont une grossesse peut mal tourner », avance la chercheuse, plaidant pour que les législateurs fassent passer la santé des personnes enceintes et des enfants avant les agendas politiques. D'autant plus que les risques de décès dans le cadre d'une grossesse sont beaucoup plus élevés que les risques de décès après un avortement. « Pousser les femmes à poursuivre leur grossesse joue très fortement sur la mortalité maternelle », souligne Magali Barbieri.
Une seconde étude (26 juin 2024), basée sur l'analyse de 143 millions d'ordonnances apportées dans les pharmacies américaines de 2021 à 2023, montre que bien que la Cour suprême garantit théoriquement l'accès à la pilule, sa décision anti-avortement a entrainé dans les 12 États ayant voté les politiques les plus restrictives (« où l'avortement légal n’est plus une option »), une baisse de délivrance des pilules quotidiennes, et plus encore de la « pilule du lendemain », qui fait partie de la liste des médicaments essentiels de l'Organisation mondiale de la santé qui protège d'une grossesse si elle est prise dans les trois jours après un rapport sexuel non protégé, offrant une Contraception d'urgence (qui existait en Amérique du Nord depuis plus de vingt ans, et pour laquelle rappelait déjà en 1998 le « Guide de Pratique Clinique de la Société Canadienne de Pédiatrie » « Le terme pilule du lendemain devrait cependant être évité puisqu'il est erroné (...) des jeunes femmes risquent de ne pas demander de contraception d'urgence parce qu'elles pensent qu'il est trop tard (...) aucune méthode de contraception d'urgence ne fonctionne si la nidation a déjà eu lieu, ces méthodes ne doivent pas être considérées comme abortives »), et qui est souvent le dernier recours en cas de viol ou d'inceste. Selon cette étude de cohorte, ce recul du recours des américaines à la pilule (-65 % dans les États qui sont devenus les plus restrictifs !) est principalement dû aux fermetures de centres de planning familial, car « environ 11 % des Américaines en âge de procréer [en] dépendent pour leur contraception et un tiers de ces centres fournissent des prescriptions ». De plus, l'étude montre que « les prescriptions de contraceptifs hormonaux non oraux exécutés en pharmacie (p. ex., timbre contraceptif ou anneau vaginal) n'ont pas augmenté après l'arrêt Dobbs, même dans les États les plus restrictifs, ce qui suggère que les baisses des contraceptifs oraux que nous avons documentées n'ont pas été compensées par une augmentation de l’utilisation de contraceptifs hormonaux non oraux ».
Par ailleurs les partisans du refus de l'avortement martèlent que la vie humaine commence dès l'instant de la fécondation, infusant ainsi dans l'esprit de nombreuses femmes que supprimer un œuf fécondé, par la pilule du lendemain, est un acte abortif, et donc interdit à la suite de la décision de la Cour suprême, « alors que ce n'est pas le cas. »
Les États-Unis ont l'un des taux de mortalité infantile les plus élevés des pays à haut revenu, avec 5,4 morts pour 1 000 naissances vivantes, contre 4 pour 1 000 en France. L'espérance de vie à la naissance y est en diminution.

## Opinion publique
Les principaux acteurs du débat sur l'avortement sont souvent présentés comme « pro-choix », pour qui une femme a le droit de choisir de poursuivre ou non sa grossesse, par opposition à « pro-vie », pour qui le fœtus a le droit de vivre. Mais la plupart des Américains adopte une position intermédiaire en accord avec certaines positions de chaque côté. 
En 2018, selon un sondage Gallup, les taux de répondants « pro-choix » ou « pro-vie » étaient égaux (à 48 %), mais les Américains nourrissent des opinions diverses et changeantes sur le droit légal à l'avortement : 29 % des sondés pensaient que l'avortement devrait être légalisé en toutes circonstances, 50 % qu'il devrait l'être dans certaines circonstances et 20 % qu'il devrait être illégal en toutes circonstances. Selon ce même sondage : le soutien à l'avortement légal était de 60 % au cours du premier trimestre de grossesse, tombant à 28 % au deuxième trimestre et à 13 % au troisième trimestre. 
En mai 2022, 70 % des Américains étaient opposés à l'annulation de l'arrêt Roe v. Wade envisagée par la Cour suprême.

## Statistiques
Selon l'institut Guttmacher, un organisme américain spécialisé, cité par Le Monde du 2 novembre 2005, 1 290 000 femmes ont bénéficié d'un avortement en 2002 aux États-Unis, soit un taux proche de 20 pour mille, qui est un des plus forts des pays riches[réf. nécessaire]. 67 % d'entre eux concernent des femmes non mariées. 
Le nombre de femmes ayant avorté a presque été divisé par deux : passant de 30 pour mille dans les années 1980 à 17 pour mille en 2011.